# Roșiile (gmina)
Roșiile – gmina w Rumunii, w okręgu Vâlcea. Obejmuje miejscowości Balaciu, Cherăști, Hotăroaia, Lupuiești, Păsărei, Pertești, Pleșești, Rățălești, Romanești, Roșiile i Zgubea. W 2011 roku liczyła 2759 mieszkańców.